# Bouda
Bouda is een geslacht van vlinders van de familie uilen (Noctuidae), uit de onderfamilie Hadeninae.

## Soorten
- B. hidalgonis Dyar, 1918
- B. pallipars Dyar, 1918